# Фасада (шаблон)
Фасада (на английски: Facade) е структурен шаблон за дизайн, който се използва в обектно-ориентираното програмиране.